# Pro Evolution Soccer
Pro Evolution Soccer er en serie af computerspil udgivet årligt siden 2001 af den japanske udgiver Konami. Siden 2007 er der i år med slutrunder blevet frigivet en special version som indeholder de aktuelle UEFA Champions League landsholdstrupper.

## Spil
- PES 1
- PES 2
- PES 3
- PES 4
- PES 5
- PES 6
- PES 2008
- PES 2009
- PES 2010
- PES 2011